# Uzbekistanska nogometna reprezentacija
Uzbekistanska nogometna reprezentacija odigrala je svoju prvu međunarodnu utakmicu nakon raspada Sovjetskog Saveza, u lipnju 1992. Dvije godine kasnije primljena je u FIFA-u i AFC.
Dugi niz godina tijekom postojanja SSSR-a, predstavnik uzbekistanskog nogometa bio je klub Pahtakor Taškent, koji je igrao u Sovjetskoj višoj ligi. Njegov najveći uspjeh bilo je finale Kupa SSSR-a u sezoni 1967.-1968. Nakon što je Uzbekistan stekao neovisnost, momčad Pahtakor postala je vodeća momčad u Oliy ligi zemlje.
Uzbekistanska reprezentacija tri je puta sudjelovala u kvalifikacijama za Svjetsko nogometno prvenstvo, ali svi pokušaji završili su neuspjehom sve do kvalifikacija za Svjetsko prvenstvo 2026. kada su se uspjeli kvalificirati prvi put.
Kvalifikacije za Svjetsko prvenstvo 2006. izgubila je tek nakon unutarazijskog doigravanja s Bahreinom. Uzbekistanska reprezentacija ostvarila je svoje najveće međun arodne uspjehe na kontinentalnim azijskim natjecanjima. Godine 1994. uzbekistanski nogometaši osvojili su Azijske igre pobijedivši u finalnoj utakmici protiv Kine 4:2. Njihov najveći uspjeh na Azijskom kupu bilo je 4. mjesto na turniru u Kataru 2011. (izgubili su u polufinalu od Australije 0:6 i u utakmici za 3. mjesto od Južne Koreje 2:3).
Do nedavno, najvećom zvijezdom momčadi smatrao se napadač Mirjalol Qosimov, ali je on završio nogometnu karijeru 2005. godine. Za njegovog nasljednika pripremao se Iljos Zejtulajev, koji je trenirao u talijanskim klubovima. Poznati igrač je i nogometaš Dinama Kijev Maksim Šackiks te kasnije Eldor Šomurodov.
Od siječnja do kolovoza 2006. momčad je trenirao Rus Valerij Nepomniačtčni, koji je kamerunsku momčad doveo do četvrtfinala Svjetskog prvenstva 1990. Njegov nasljednik bio je Uzbekistanac Rauf Inilejev. Godine 2012. izbornik je ponovno postao Mirjalol Qosimov. Od 2018. izbornik je Héctor Cúper. Bio je i Slovenac Srečko Katanec, a danas je izbornik domaći trener Timur Kapadze.